# Villeroy (Yonne)
Villeroy – miejscowość i gmina we Francji, w regionie Burgundia-Franche-Comté, w departamencie Yonne.
Według danych na rok 1990 gminę zamieszkiwały 242 osoby, a gęstość zaludnienia wynosiła 34 osoby/km² (wśród 2044 gmin Burgundii Villeroy plasuje się na 670. miejscu pod względem liczby ludności, natomiast pod względem powierzchni na miejscu 1103.).